# La Foa
La Foa ist eine Gemeinde in der Südprovinz in Neukaledonien. Sie liegt auf der Hauptinsel Grande Terre, aber auch weitere kleine Inseln vor der Küste gehören dazu. Die Orte in La Foa sind: Koindé, La Foa (Hauptort), Forêt Noire (La Foa), Oua-Tom, Oui-poin und Pocquereux.
Der Ort wurde 1871 als landwirtschaftliche Strafkolonie gegründet und produziert über die Hälfte der Kartoffeln und ein Viertel des Obstes von Neukaledonien. Er verfügt über eine Pferderennbahn mit Tribüne, auf der auch andere kulturelle Veranstaltungen stattfinden.
Die höchste Erhebung ist im Norden von Koindé bei 1051 m.

## Bevölkerung
| Bevölkerungsentwicklung in La Foa | Bevölkerungsentwicklung in La Foa | Bevölkerungsentwicklung in La Foa | Bevölkerungsentwicklung in La Foa | Bevölkerungsentwicklung in La Foa | Bevölkerungsentwicklung in La Foa | Bevölkerungsentwicklung in La Foa | Bevölkerungsentwicklung in La Foa | Bevölkerungsentwicklung in La Foa | Bevölkerungsentwicklung in La Foa | Bevölkerungsentwicklung in La Foa | Bevölkerungsentwicklung in La Foa |
| --------------------------------- | --------------------------------- | --------------------------------- | --------------------------------- | --------------------------------- | --------------------------------- | --------------------------------- | --------------------------------- | --------------------------------- | --------------------------------- | --------------------------------- | --------------------------------- |
| Einwohner                         | 934                               | 1407                              | 1333                              | 1993                              | 2094                              | 2155                              | 2502                              | 2903                              | 3323                              | 3542                              | 3552                              |
| Jahr                              | 1956                              | 1963                              | 1969                              | 1976                              | 1983                              | 1989                              | 1996                              | 2004                              | 2009                              | 2014                              | 2019                              |

| Ethnische Verteilung | Ethnische Verteilung | Ethnische Verteilung | Ethnische Verteilung | Ethnische Verteilung |
| -------------------- | -------------------- | -------------------- | -------------------- | -------------------- |
| Kanaken              | Europäer             | Gemischt             | Polynesier           | Andere               |
| 31,1 %               | 28,7 %               | 18 %                 | 10,7 %               | 11,6 %               |

## Massaker von 1878

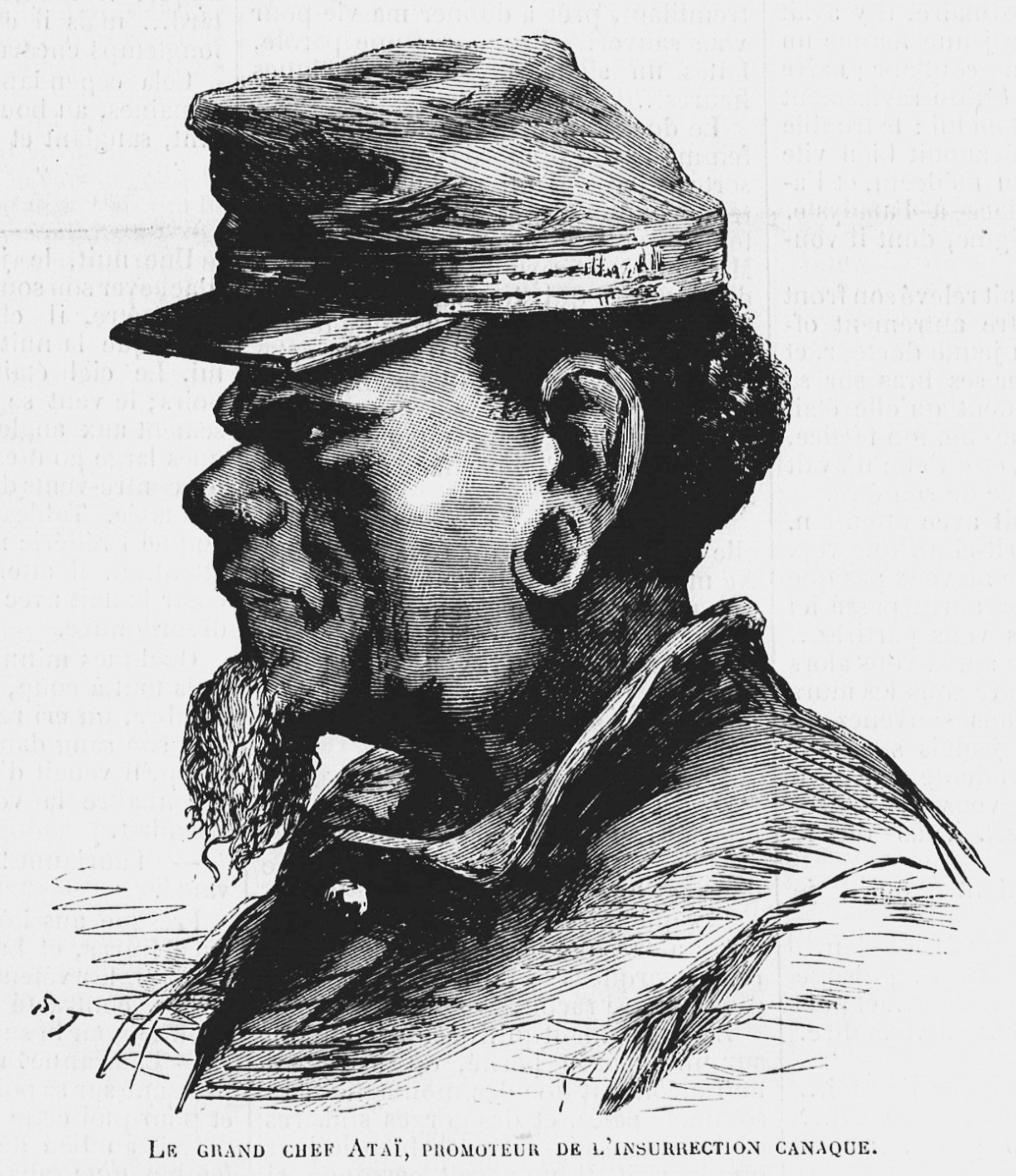
Ataï (1878)

Im Juni 1878 verübte der Kanak-Oberhäuptling Ataï in La Foa ein Massaker an europäischen Siedlerfamilien. Ausgelöst wurde es durch den Streit um ein Dienstmädchen vom Stamm des Häuptlings, das für einen französischen Siedler tätig war. Ataï forderte die Rückkehr des Mädchens in seinen Clan, der Siedler lehnte jedoch ab. Daraufhin überfiel der Stamm mit Äxten und Pfeilen ihn und  seine Familie und ermordete sie. Anschließend steckten die Krieger sein Haus in Brand. Wenige Tage später verhafteten Gendarme die verantwortlichen Häuptlinge vor den Augen ihrer Untertanen, was in ihrer Kultur als grobe Respektlosigkeit angesehen wurde und Vergeltung forderte. Am folgenden Tag wurden die Gendarme und mehrere französische Familien tot aufgefunden. Der Aufstand weitete sich auch auf die Nachbargemeinden aus, wo ebenfalls Siedler ermordet wurden. Die Überlebenden flüchteten in das Fort Teremba. Dort wurden sie von 200 Aufständischen angegriffen, die jedoch abgewehrt werden konnten. Den Siedlern gelang es, die Stämme von Canala auf ihre Seite zu ziehen und gegen die von Atai angeführten aufständischen Stämme zu kämpfen. Atai und sein Medizinmann wurden am 1. September 1878 von dem Kanak Segou getötet. Ihre Köpfe wurden abgetrennt und nach Frankreich gebracht, wo sie im Musée de l’Homme von Paris bis zu ihrer Rückkehr nach Neukaledonien 2014 aufbewahrt wurden.

## Kultur und Sehenswürdigkeiten

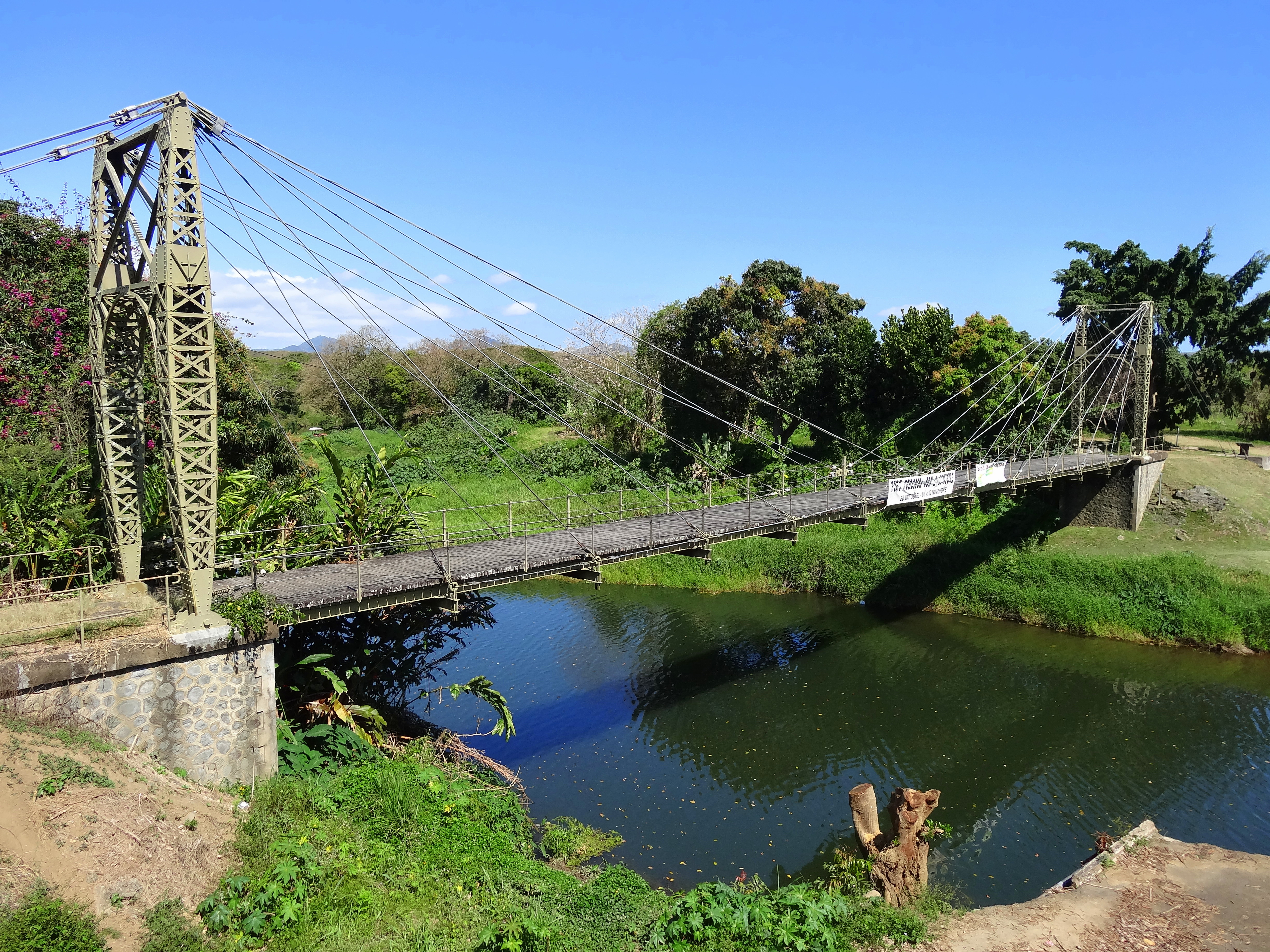
Hängebrücke von La Foa

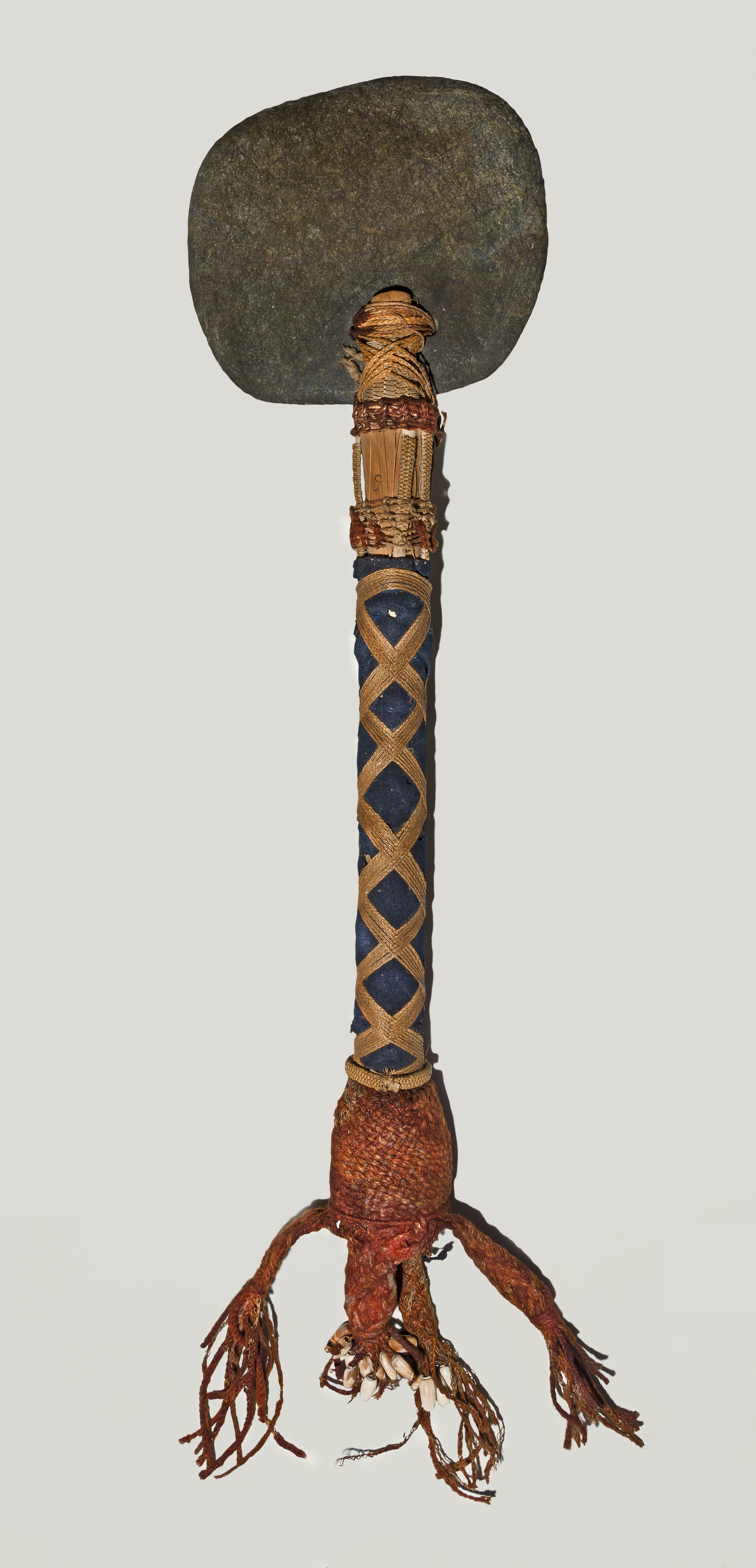
O'kono Zeremonialaxt - La Foa

- Am 25. Juni 1909[6] wurde die Passerelle Marguerite, eine kleine stählerne Hängebrücke mit Schrägseilen eröffnet. Diese Brücke wurde 1984 in die Liste der klassischen Monumente aufgenommen.
- Am 1. September 2021 wurde das Mausoleum des Oberhäuptlings Ataï in Fonwhary eingeweiht. Es enthielt dessen Schädel und den seines „Hexers“ (sorcier) Dao, bis diese im Juli 2024 gestohlen wurden. Auf einem Stein ist eine Gedenktafel mit den Namen der 32 Opfer des Massakers von 1878 angebracht.[7]